# Блакитна лагуна (Чорноголова)

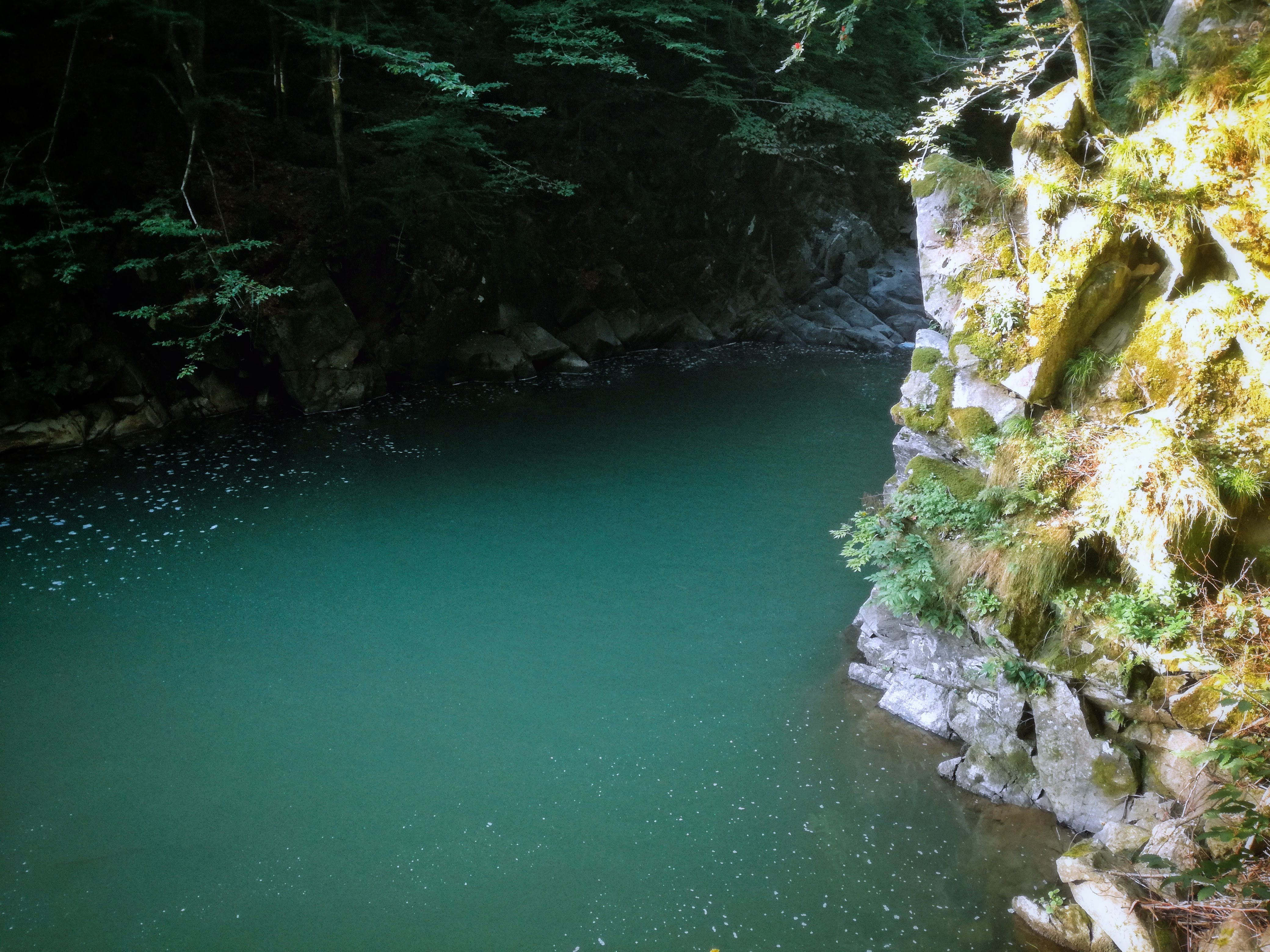
Блакитна (Лютянська) лагуна

Блакитна лагуна (Лютянська лагуна) — невелика водойма, що знаходиться попід невисоким водоспадом на річці Лютянка, за 7 км від села Чорноголова (Великоберезнянський район, Закарпатська область).
За відсутності сильних опадів, вода у цій заводі дуже спокійна й приймає відтінок від ясно-блакитного до ніжно-зеленуватого. Глибина становить 2,5 - 3 метра.